# Štitáre
Štitáre (slowakisch bis 1979 „Dolné Štitáre“ – bis 1948 „Dolné Štitáry“ – bis 1927 „Čitáry“; ungarisch Alsócsitár – bis 1907 Csitár) ist ein Ort und eine Gemeinde im Westen der Slowakei mit 1263 Einwohnern (Stand 31. Dezember 2024). Sie liegt im Okres Nitra, einem Kreis der übergeordneten Verwaltungseinheit Nitriansky kraj.

## Geographie
Štitáre liegt im Donauhügelland am Bach Kadaň, einem linken Zufluss von Nitra, am Fuße des Gebirges Tribeč unter dem Berg Žibrica (617 m n.m.), acht Kilometer nordöstlich von Nitra gelegen.

## Geschichte
Der Ort wurde zum ersten Mal 1113 als Scitar schriftlich erwähnt.
Zwischen 1975 und 2002 war er ein Stadtteil von Nitra. Die Gemeinde war und ist überwiegend landwirtschaftlich geprägt.

## Bevölkerung
| Jahr                | 1994 | 2004 | 2014     | 2024     |
| ------------------- | ---- | ---- | -------- | -------- |
| Anzahl der Personen | 0    | 619  | 797      | 1263     |
| Unterschied         |      | –    | +28,75 % | +58,46 % |

| Jahr                | 2023 | 2024    |
| ------------------- | ---- | ------- |
| Anzahl der Personen | 1234 | 1263    |
| Unterschied         |      | +2,35 % |

## Sehenswürdigkeiten
- klassizistische röm.-kath. Kirche des heiligen Emmerich aus dem Jahr 1785